# Dusona townesi
Dusona townesi là một loài tò vò trong chi Dusona, họ Ichneumonidae. Loài này được Gupta mô tả khoa học đầu tiên năm 1977.